# Тувим, Юлиан
Ю́лиан Ту́вим (пол. Julian Tuwim; 13 сентября 1894, Лодзь, Царство Польское — 27 декабря 1953, Закопане, ПНР) — польский поэт и прозаик, переводчик, журналист.

## Биография
Родился в польской еврейской семье в городе Лодзь. Старший брат поэтессы и переводчицы Ирэны Тувим.
Окончил там русскую гимназию и в 1916—1918 годах изучал юриспруденцию и философию в Варшавском университете.
Дебютировал в 1913 году стихотворением «Просьба», опубликованным в «Варшавском курьере» (Kurjer Warszawski). На Тувима сильно повлияли такие поэты, как У. Уитмен и А. Рембо. В его поэзии часто использовался разговорный, повседневный язык. Оптимизм, отраженный в его ранних стихах, постепенно заменился горьким и опустошённым мировоззрением. Его поэма Bal w Operze («Бал в опере»), сатирически изображающая польское правительство, была запрещена цензурой.
Был одним из основателей экспериментальной литературной группы «Скамандр» в 1919 году. С 1924 года Тувим вёл еженедельную колонку в газете «Литературные новости» (Wiadomości Literackie).
В предвоенные 1930-е годы в стихах Тувима прозвучала резкая критика фашизма. После начала Второй мировой войны в 1939 г. Тувим бежал из Польши в Румынию, затем перебрался во Францию, Португалию, Бразилию и, наконец в США. В 1946 г. он вернулся в Польшу.
Перевёл на польский язык разнообразные произведения русской и советской литературы («Слово о полку Игореве»; «Горе от ума» А. С. Грибоедова; поэзию А. С. Пушкина, В. В. Маяковского, Б. Л. Пастернака). Сборник избранных пушкинских стихов в переводах Тувима («Лютня Пушкина») получил высокую оценку Владислава Ходасевича. Тувим выступал и как теоретик перевода (статья «Четверостишие на верстаке» о переводе начала «Руслана и Людмилы»).
Тувим был литературоведом и библиофилом, собиравшим необычные и редкие литературные явления; это его хобби отразилось в изданных им антологии польской фрашки, собрании польских «дьяволиад» и коллекции необычных стиховых форм «Пегас дыбом».
Именем Тувима названы улицы в разных городах Польши: Лодзи, Ольштыне, Гданьске, Хшануве и др. В родном городе поэта — Лодзи — есть памятник Тувиму и его музей, а также мемориальная доска на гимназии, где он учился, со строчками стихотворения «Над Цезарем».

### Состояние здоровья и смерть
На левой щеке Тувима было большое родимое пятно. Большую часть своей жизни Тувим страдал от невротических расстройств (агорафобия, вегетативный невроз) и депрессий, которые мешали его нормальной работе. Кроме того, Тувим был алкоголиком.
Тувим ушёл из жизни 27 декабря 1953 года в пансионате общества ZAiKS «Халама» («Halama») в Закопане от инфаркта.

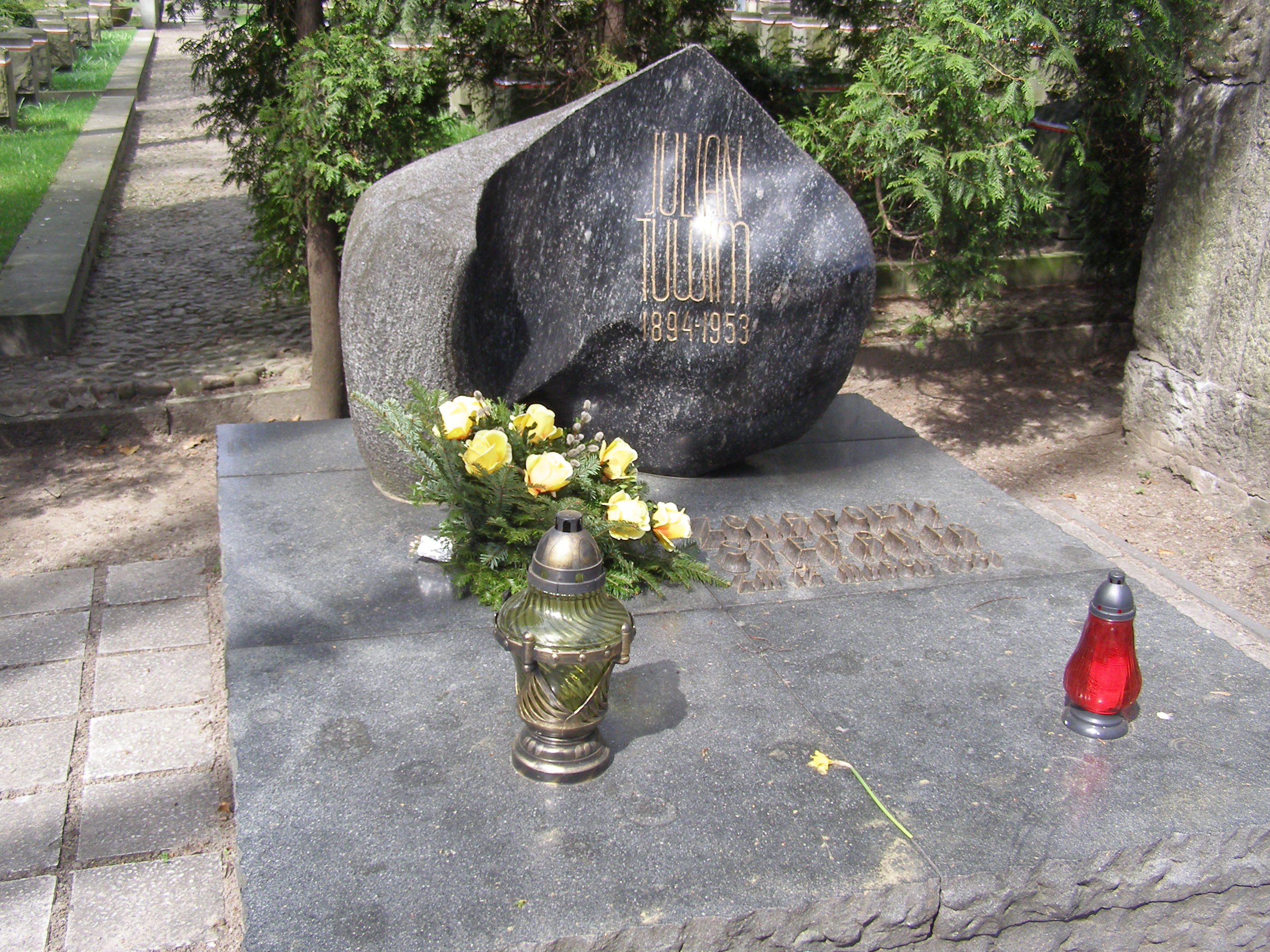
Могила Юлиана и Стефании Тувим

Похоронен на Аллее заслуг кладбища Воинские Повонзки в Варшаве (могилa A24-tuje-14/15). От имени властей Польской Народной Республики с прощальной речью на похоронах выступил министр культуры и искусства Влодзимеж Сокорский.

## Творчество
Русским читателям он более всего известен стихотворениями для детей в переводах Самуила Маршака, Бориса Заходера, Эммы Мошковской и Сергея Михалкова и словотворческой фантазией «Зелень» в переводе Леонида Мартынова. Его лирические сборники на русском языке издавались неоднократно. Его миниатюры исполнялись в телевизионной передаче «Кабачок 13 стульев».
Переводил русских поэтов на польский язык, в частности Пушкина, Маяковского. Знал эсперанто, греческий, русский, идиш. Также переводил с французского, немецкого и латыни.
В число переводчиков необходимо включить Николая Чуковского. В частности, в его переводах вышел упоминаемый ниже сборник «Цветы Польши» 1971 г.

## Библиография

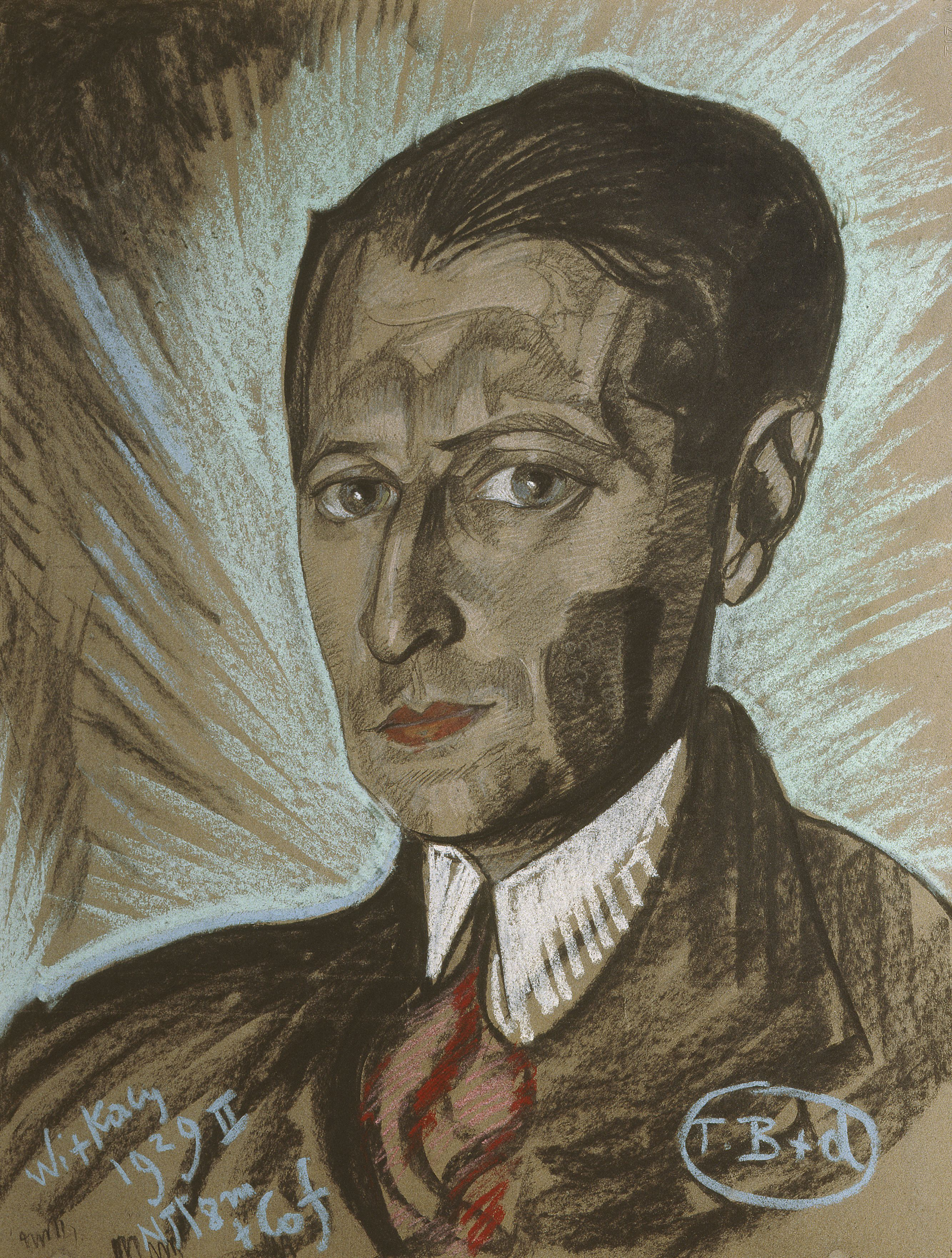
Портрет Юлиана Тувима Станислава Виткевича (пастель, 1929)

### Сборники и публикации
- Czyhanie na Boga («Интрига с Богом», 1918).
- Sokrates tańczący («Пляшущий Сократ», 1920).
- Siódma jesień («Седьмая осень», 1922).
- Czwarty tom wierszy («Четвёртый том стихов», 1923).
- Czary i czarty polskie, Wypisy czarnoksięskie (1923).
- Słowa we krwi («Слова в крови», 1926).
- Rzecz czarnoleska («Чернолесье», 1929).
- Biblja cygańska («Цыганская библия», 1933).
- Jarmark rymów («Ярмарка рифм», 1934).
- Polski słownik pijacki i Antologia bachiczna (1935).
- Treść gorejąca («Пылающая сущность», 1936).
- Lokomotywa («Локомотив», 1938).
- Сатирическая поэма Bal w Operze («Бал в опере», 1936, изд. 1946).
- Cztery wieki fraszki polskiej (1937).
- Polska nowela fantastyczna (1949).
- Неоконченная поэма Kwiaty polskie («Цветы Польши», опубл. фрагментами, изд. 1949).
- Pegaz dęba, czyli Panopticum poetyckie (1950).
- Цикл «Из новых стихов» (1953).
- Księga wierszy polskich XIX wieku (1954).
- Cicer cum caule, czyli Groch z kapustą (1958—1963).
- W oparach absurdu (1958).

### Известные стихотворения
- Простому человеку
- Бамбо

### На русском
- Тувим, Юлиан Избранное. М., Гослитиздат, 1946.
- Тувим, Юлиан Цветы Польши. М., «Художественная литература», 1971. — 96 с., 30 000 экз.
- Тувим, Юлиан Письмо ко всем детям по одному очень важному делу. М., Малыш, 1979.
- Тувим, Юлиан. Фокус-покус, или Просьба о пустыне: поэзия, театр, проза. — М.: Вахазар, Рипол Классик, 2008. — С. 944. — 1500 экз. — ISBN 978-5-386-00865-9.